# Christa Kepplinger
Christine „Christa“ Kepplinger (* 2. Oktober 1951) ist eine ehemalige österreichische Leichtathletin, die sich auf den Sprint spezialisiert hat. Zu Beginn der 70er Jahre gewann sie drei Medaillen bei Halleneuropameisterschaften.

## Sportliche Laufbahn
Erste internationale Erfahrungen sammelte Christa Kepplinger vermutlich im Jahr 1970, als sie bei den erstmals ausgetragenen Halleneuropameisterschaften in Wien mit der österreichischen 4-mal-200-Meter-Staffel in 1:40,8 min gemeinsam mit Maria Sykora, Brigitte Haest und Hanni Burger die Bronzemedaille hinter den Teams aus der Sowjetunion und der Bundesrepublik Deutschland gewann. Im Jahr darauf schied sie bei den Halleneuropameisterschaften in Sofia mit 7,8 s in der ersten Runde im 60-Meter-Lauf aus und im August kam sie bei den Freilufteuropameisterschaften in Helsinki mit der 4-mal-100-Meter-Staffel mit 45,82 s nicht über den Vorlauf hinaus. 1972 schied sie bei den Halleneuropameisterschaften in Grenoble mit 6,54 s im Halbfinale über 50 Meter aus und gewann mit der 4-mal-180-Meter-Staffel in 1:29,5 min gemeinsam mit Maria Sykora, Carmen Mähr und Monika Holzschuster die Bronzemedaille hinter den Teams aus der BR Deutschland und Frankreich. Im Jahr darauf schied sie bei den Halleneuropameisterschaften in Rotterdam mit 7,67 s im Vorlauf über 60 Meter aus und gewann mit der 4-mal-180-Meter-Staffel in 1:23,33 min gemeinsam mit Brigitte Haest, Carmen Mähr und Karoline Käfer die Silbermedaille hinter dem westdeutschen Team. Im Sommer schied sie bei der Sommer-Universiade in Sofia mit 12,45 s in der ersten Runde im 100-Meter-Lauf aus. Daraufhin trat sie nicht mehr international in Erscheinung.
In den Jahren 1968 und 1969 wurde Kepplinger österreichische Staatsmeisterin in der 4-mal-100-Meter-Staffel.

## Persönliche Bestleistungen
- 100 Meter: 11,5 s (0,0 m/s), 8. Juli 1972 in Bonn
  - 50 Meter (Halle): 6,50 s, 12. März 1972 in Grenoble
  - 60 Meter (Halle): 7,67 s, 11. März 1973 in Rotterdam
- 200 Meter: 23,8 s (0,0 m/s), 8. Juli 1972 in Bonn